# Kacper Trelowski
Kacper Trelowski (ur. 19 sierpnia 2003 w Częstochowie) – polski piłkarz, występujący na pozycji bramkarza w klubie Raków Częstochowa.

## Kariera klubowa

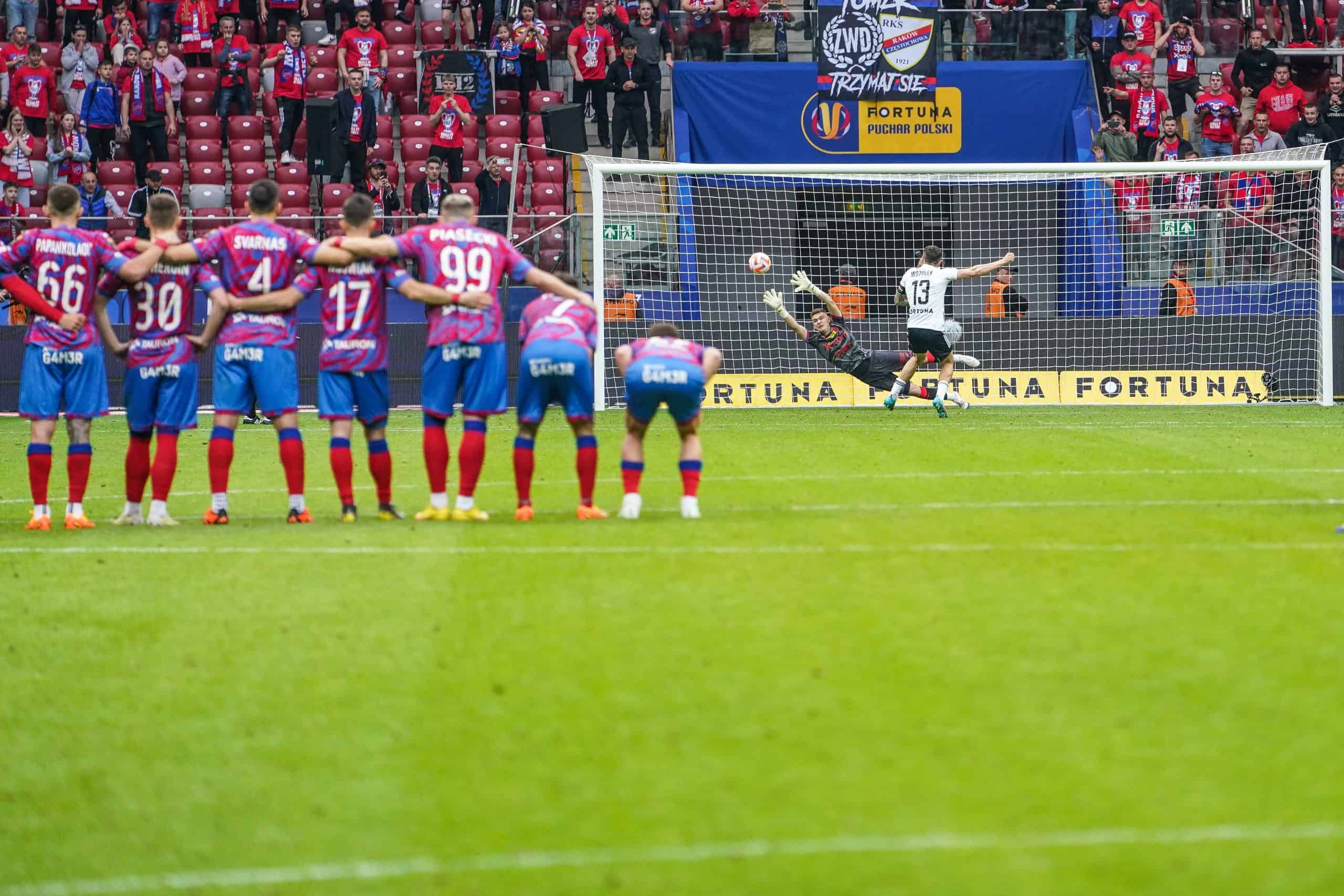
Trelowski w akcji podczas finału 2022/2023 Pucharu Polski przeciwko Legii Warszawa

Wychowanek Rakowa Częstochowa. W 2021 roku zadebiutował w II lidze w barwach klubu Sokół Ostróda. Po raz pierwszy w składzie Rakowa Częstochowa wystąpił w 3. kolejce Ekstraklasy 2021/2022 przeciwko Wiśle Kraków. Do końca sezonu zagrał w 7. spotkaniach, notując 3 czyste konta. 2 maja 2022 roku wystąpił w finale Pucharu Polski.  
4 sierpnia 2022 zadebiutował w kwalifikacjach do Ligi Konferencji Europy UEFA, zachowując czyste konto w meczu przeciwko Spartakowi Trnawa. Po rozegraniu 6 meczów dla Rakowa Częstochowa w Ekstraklasie w sezonie 2022/2023, 28 czerwca 2023 ogłoszono jego roczne wypożyczenie do Śląska Wrocław. 

## Kariera reprezentacyjna
27 września 2022 roku zadebiutował w reprezentacji Polski do lat 21 w meczu towarzyskim przeciwko młodzieżowej reprezentacji Łotwy.

## Sukcesy
Klubowe
- Mistrzostwo Polski: 2022/2023 z Rakowem Częstochowa[7]
- Wicemistrzostwo Polskiː 2020/2021, 2021/2022, 2024/2025 z Rakowem Częstochowa
- Puchar Polskiː 2020/2021, 2021/2022 z Rakowem Częstochowa
- Superpuchar Polski: 2021, 2022 z Rakowem Częstochowa